# Фёдоров, Юрий Николаевич (художник)
Юрий Николаевич Фёдоров (1930—1976) — советский художник-график, иллюстратор, карикатурист.

## Биография
Родился в 1930 году в Воронеже. В 1948 году окончил Московский полиграфический институт.. 

Отец художника погиб на войне, мать, Татьяна Фёдоровна, работала на одном из воронежских предприятий..

Первая карикатура, «Уважаемые вещи, будьте благовоспитанными!», высмеивавшая бракоделов и их изделия, была опубликована на последней странице обложки журнала «Крокодил» в 1949 году (№ 1).

«Он сразу выделился своей изобретательностью, умением не только придумывать темы сатирических рисунков, но и находить своеобразные формы, много кадровых композиций, объединенных общей мыслью, — вспоминал сотрудник „Крокодила“ Исаак Абрамский. — Рисунки Фёдорова Ю. Н. всегда пронизаны иронией, их успеху очень способствует столь же ироничный, изящный штрих».

Работы художника печатались не только в «Крокодиле», но также и в «Правде», «Известиях» и других центральных газетах и журналах. Был членом редакционной коллегии журнала «Весёлые картинки», иллюстрировал книги.

Умер в 1976 году.

## Отзывы
Как отмечал в предисловии к сборнику карикатур Юрия Фёдорова писатель-юморист Леонид Ленч, «…рисунки и карикатуры, в которых юмор художника сплавлен с его сатирой, где смех озарён изнутри точной и острой мыслью, сильнее его забавных и милых шалостей. Некоторые сатирические рисунки Ю. Фёдорова прочитываются — именно прочитываются — как законченные новеллы».